# Chrabrany
Chrabrany (bis 1927 slowakisch auch „Chrablany“; ungarisch Nyitragaráb – bis 1907 Chrábor) ist eine slowakische Gemeinde im Okres Topoľčany und im Nitriansky kraj mit 932 Einwohnern (Stand 31. Dezember 2024).

## Geographie
Die Gemeinde befindet sich im mittleren Teil des Hügellands Nitrianska pahorkatina, auf rechtsseitiger Flurterrasse der Nitra. Quer durch den Ort fließt der Zufluss Bojnianka, die im Ortsgebiet den linksseitigen Bach Zľavský potok aufnimmt. Das Ortszentrum liegt auf einer Höhe von 170 m n.m. und ist dreieinhalb Kilometer von Topoľčany entfernt.
Nachbargemeinden sind Nemčice im Norden und Nordosten, Nitrianska Streda im Osten, Čeľadince im Südosten, Ludanice im Süden und Urmince im Westen.

## Geschichte

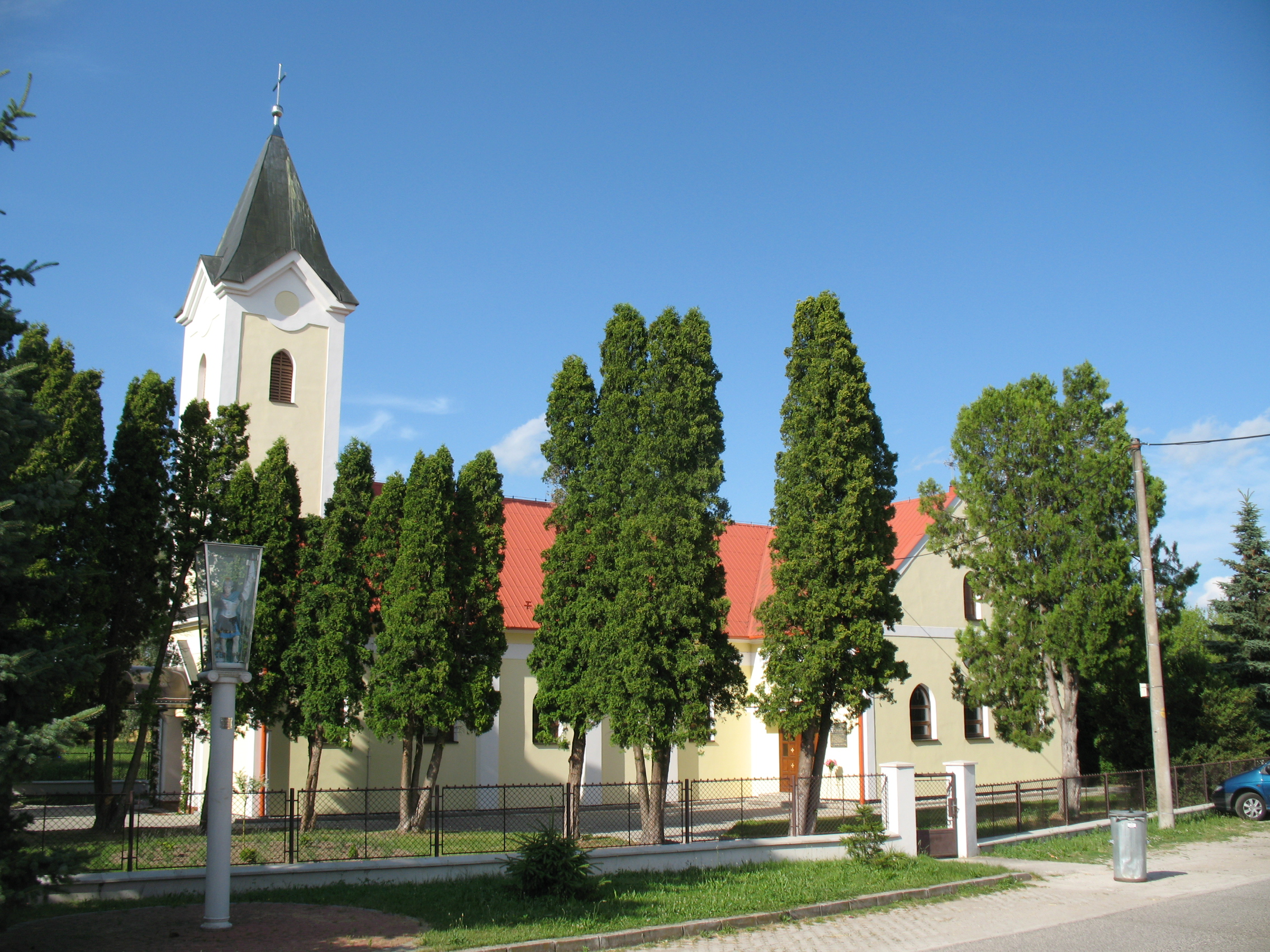
Kirche in Chrabrany

Chrabrany wurde zum ersten Mal 1291 als Hrabor schriftlich erwähnt und war ein Gut der Herrschaft Ludanice und somit der Familie Ludányi. 1549 gehörte das Dorf der Familie Dolgos, 1576 den Adligen aus Babindol und ab 1687 dem Geschlecht Erdődy. 1715 gab es Weingärten und 19 Haushalte, 1753 wohnten 67 Familien im Ort, 1787 hatte die Ortschaft 48 Häuser und 383 Einwohner. 1828 zählte man 59 Häuser und 416 Einwohner, die als Landwirte, insbesondere im Zuckerrübenbau, beschäftigt waren. 1869 besaß die Familie Stummer die Ortsgüter.
Bis 1918 gehörte der im Komitat Neutra liegende Ort zum Königreich Ungarn und kam danach zur Tschechoslowakei beziehungsweise heute Slowakei. Von 1976 bis 1990 war Chrabrany Teil der Stadt Topoľčany.

## Bevölkerung
| Jahr                | 1994 | 2004    | 2014    | 2024     |
| ------------------- | ---- | ------- | ------- | -------- |
| Anzahl der Personen | 804  | 764     | 748     | 932      |
| Unterschied         |      | −4,97 % | −2,09 % | +24,59 % |

| Jahr                | 2023 | 2024    |
| ------------------- | ---- | ------- |
| Anzahl der Personen | 927  | 932     |
| Unterschied         |      | +0,53 % |

Gemäß der Volkszählung 2011 wohnten in Chrabrany 763 Einwohner, davon 741 Slowaken, vier Tschechen, zwei Magyaren und ein Pole. Ein Einwohner gab eine andere Ethnie an und 14 Einwohner machten keine Angabe zur Ethnie.
714 Einwohner bekannten sich zur römisch-katholischen Kirche, sechs Einwohner zur Evangelischen Kirche A. B., fünf Einwohner zur apostolischen Kirche, drei Einwohner zur griechisch-katholischen Kirche und vier Einwohner zu einer anderen Konfession. 11 Einwohner waren konfessionslos und bei 20 Einwohnern wurde die Konfession nicht ermittelt.

## Bauwerke und Denkmäler
- römisch-katholische Annakirche aus dem Jahr 1718

## Verkehr
Durch Chrabrany passieren sowohl die Straße 1. Ordnung 64 zwischen Nitra und Topoľčany als auch die Bahnstrecke Palárikovo–Veľké Bielice, mit einer Haltestelle im Ort.